# 亞歷山大 (堪薩斯州)
亞歷山大（英語：Alexander）是一個位於美國堪薩斯州拉什縣的城市。

## 地方資料
根據2020年美國人口普查的數據，亞歷山大的面積為0.67平方千米，當中陸地面積為0.67平方千米，而水域面積為0.00平方千米。當地共有人口54人，而人口密度為每平方千米80.6人。